# حمام چهارفصل
حمام چهار فصل از آثار تاریخی شهر اراک و مربوط به اواخر دوره قاجار است. این بنا توسط حاج محمدابراهیم خوانساری (زاده ۱۲۳۲- درگذشت ۱۲۹۷) در زمان احمد شاه قاجار بنا نهاده شده‌است. این حمام در خیابان شهید دکتر بهشتی واقع شده و در تاریخ ۱۰ آبان ۱۳۵۵ با شمارهٔ ثبت ۱۳۳۹ به‌عنوان یکی از آثار ملی ایران به ثبت رسیده‌است. وجود نقاشی‌ها و نگاره‌هایی از چهار فصل سال که در چهار گوشه این حمام وجود دارد، علت نامگذاری این حمام بوده‌است. این حمام تنها حمام کشور است که در آن قسمتی مجزا برای اقلیت‌های مذهبی وجود دارد. علت ساخت این قسمت توسط بانی بنا، دیدن شست‌وشوی کودکی کوچک توسط مادری یهودی در فصل زمستان بوده‌است. وی وقتی علت را جویا شد دریافت که یهودیان حق استفاده از حمام عمومی را ندارند، بنابراین تصمیم به ساخت حمامی برای اقلیت‌ها در مجاورت حمام عمومی شهر گرفت.

## انگیزه و تاریخچه ساخت
در دوره ۵۰ ساله حکومت ناصری که ایران به آرامشی نسبی دست یافته بود و امنیت نسبی در قلمروهای مختلف این سرزمین وجود داشت، این امر باعث شد که ۸۵ خانواده یهودی از سنجان و روستاهای اطراف به سلطان‌آباد (اراک) مهاجرت کنند و در شمال شرقی گذر سپهداری و در ضلع شرقی خیابان محسنی، محله‌ای احداث نموده و سکنی گزینند و به تجارت و فروش پارچه پرداختند. این گروه از تأسیسات و امکانات شهری نظیر گورستان، مدرسه و … برخوردار بودند اما حمامی در اختیار آن‌ها قرار نداشت. نمایندگانی از این اقلیت یه حاج محمدابراهیم خوانساری رجوع کرده و به وی خاطرنشان کردند که اقلیت‌های صاحب کتاب که در بلاد مسلمین ساکن هستند، تحت حمایت آنان و حکومت اسلامی قرار دارند و حاکم شرع متعهد به حفظ جان، مال و ناموس آنهاست. پس حاج محمد ابراهیم خوانساری دستور داد در مقابل قلعه شخصی وی، حمامی بسازند که پیروان همه ادیان ابراهیم بتوانند از آن استفاده کنند. این بنا در خلال سال‌های ۱۲۹۲ تا ۱۲۹۴ و طی حدود ۳۸ ماه احداث شد. این بنا در سال ۱۳۷۳ به موزه تبدیل شد و در اوایل دهه ۱۳۸۰ نیز مورد مرمت قرار گرفت.

## معماری
ساختمان این حمام به لحاظ معماری بسیار منحصر بوده و بیشتر از هزار و ششصد متر مربع مساحت داشته و به عنوان بزرگترین حمام ایران شناخته می‌شود. این بنا از بخش‌های راهروی ورودی، سر بینه مردانه و زنانه، گرمخانه خصوصی و عمومی، هشتی بین گرمخانه، خزینه و آب‌انبار تشکیل شده‌است. سطح کف معماری این بنا نزدیک به سه متر پایین‌تر از کف خیابان بوده، از این رو آب کهریز براحتی و با اتلاف کمتری از حرارت به خزینه انتقال می‌یافته‌است.
سربینه زنانه از زیباترین قسمت‌های این بنا می‌باشد که دارای گنبدی یکپارچه و بدون ستون است. بخش حمام زنانه و بخش اقلیت‌های مذهبی دارای یک سربینه زنانه بوده که گرمخانه آن دارای دو بخش خصوصی و عمومی است. سقف تمامی بخش‌های حمام دارای سقف به طرح «گنبد طاقی» است که توسط آجر، ملات گچ و آهک ساخته شده‌است.
کف حمام نیز با سنگ‌های سیاه، ملات آهک و ساروج کف‌سازی شده‌است. حوضی صلیبی شکل در کف سربینه قرار گرفته که با سنگ سیاه ساخته شده و به منظور پاشویی افرادی که از حمام گرم بیرون می‌آیند مورد استفاده قرار می‌گرفته‌است. سربینه دارای چهار سکو است که هر کدام از آن‌ها از یک طرف به گرمخانه و از طرف دیگر و با پله‌هایی قوس‌دار به خیابان می‌رسند. یک ورقه مسی به صورت یکپارچه کف خزینه اصلی آب گرم را فرا گرفته و در زیر آن نیز گلخن حمام واقع شده‌است. گلخن با هیزم و بوته‌های «وَرَک» سوزانده می‌شده و آب گرم و سرد با توجه به قانون ظروف مرتبطه به وسیله تنبوشههای سفالی به تمام نقاط حمام می‌رسید. قرار گرفتن مخزن‌های بزرگ ذخیرهٔ آب، گلخن و انبارهای سوخت در وسط این بنا باعث شده که همه گرمابه‌ها براحتی امکان استفاده را داشته باشند.

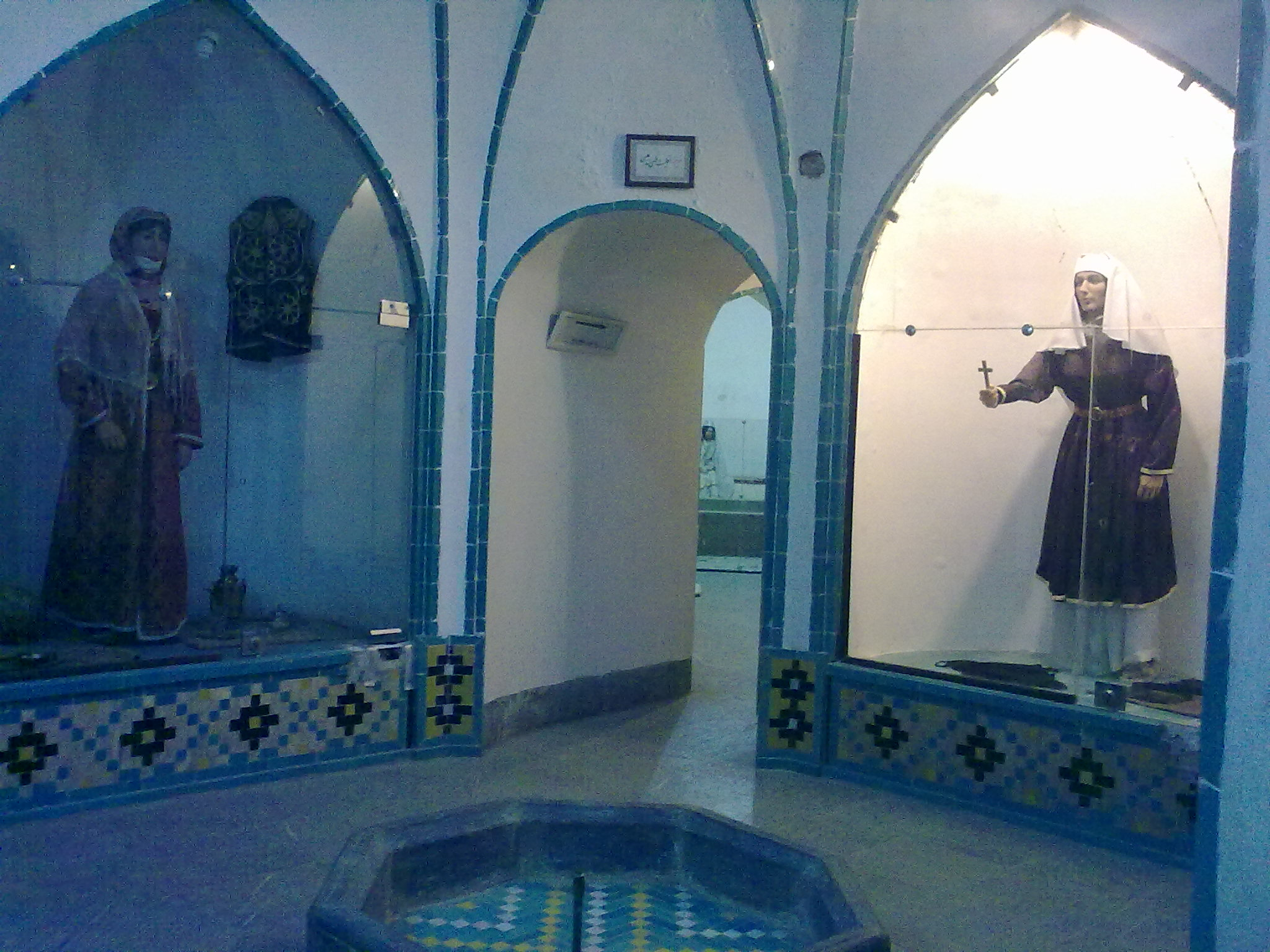
بخش اقلیتهای مذهبی

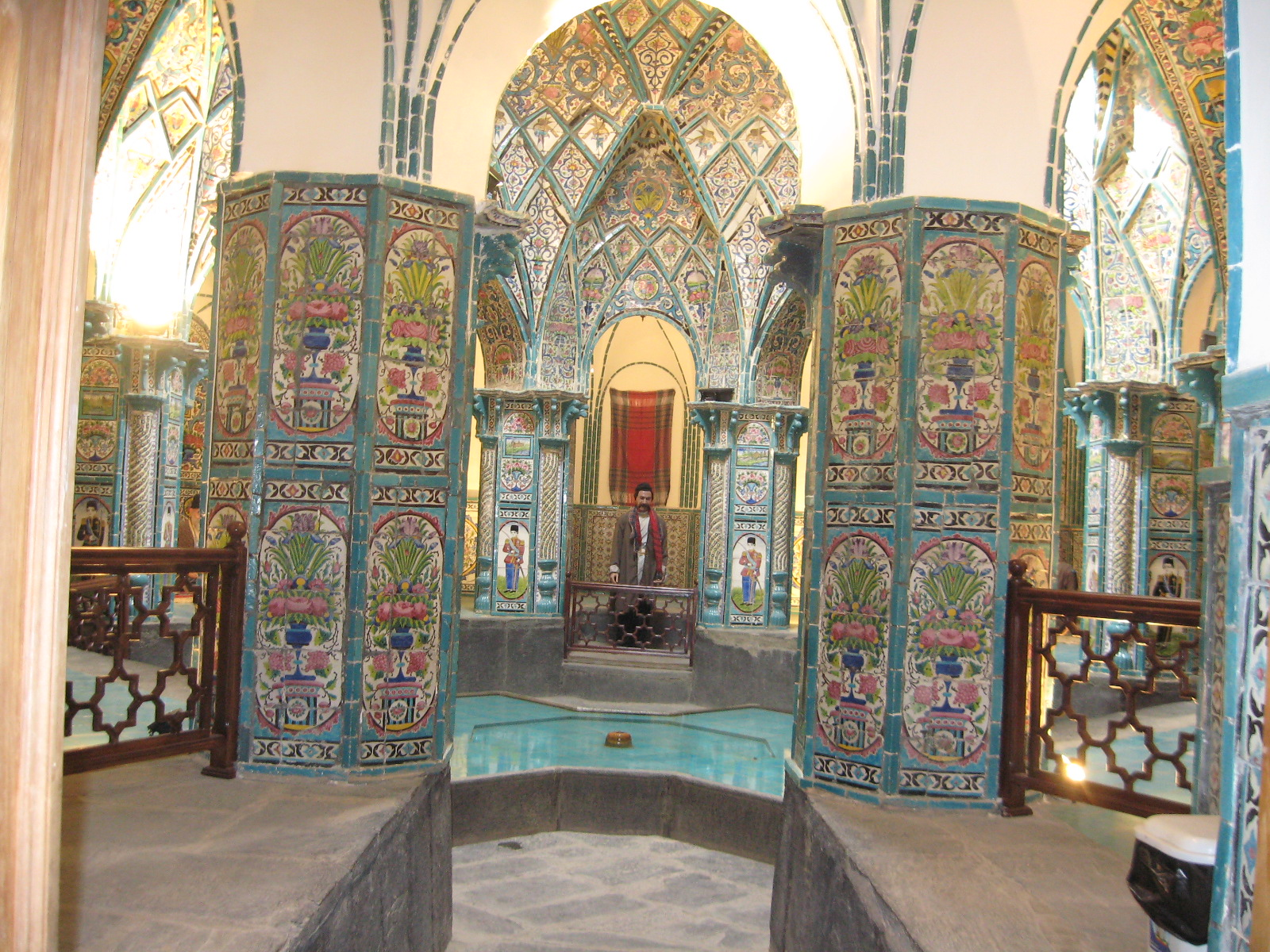
حمام چهارفصل اراک

## طراحی داخلی
کاشی هفت رنگی، کاشی معرق و کاشی معقلی از مهمترین تزیینهای بکار گرفته شده در حمام است. این طرحها که بسیار هنرمندانه کاشی کاری و اجرا شده‌اند دارای نقشهای بسیار زیبای انسان، حیوان و گیاه هان مختلف است. موضوع‌ها و طرحهای به کار گرفته شده در کاشی‌های حمام شامل انواع گل و بوته، پیچک‌ها، درختان انگور، سرو و صنوبر به همراه مناظری از رودخانه‌ها، چشمه‌ها، گیاهان وحشی و پرندگانی بر روی شاخه‌های آن، مبارزه شیر با اژدهای چند سر، مبارزه شیر و گاو و همچنین طرحهایی از افراد نظامی با پوشش دوره قاجار است. رنگهای به کار رفته در کاشی‌ها بیشتر زرد، لاجوردی، فیروزه‌ای، سفید، سبز، خاکستری، قرمز و نارنجی است.

## کارکرد در گذشته و حال

### عمومی
در حال حاضر اشیایی باستانی متفاوتی از دوران پیش از اسلام و پس از اسلام همانند: سکه‌های دوره‌های مختلف تاریخی، عقدنامه‌های دوره قاجار، کتاب‌ها و نسخه‌های خطی، ظروف مسی و قلمزنی، خمره‌های سفالی، لوازم ریسندگی، اسباب قدیمی حمام، ده‌ها پیکره مربوط به مردم شناسی در این حمام نگهداری می‌شود. اشیای بدست آمده کاوشهای منطقه باستانی ذلف آباد فراهان از آن جمله است. علاوه بر این اسکلت انسان ۷۵۰۰ ساله‌ای که از تپهٔ سرسختی شازند به‌دست آمده‌است در این موزه نگهداری می‌شود.
بازدید از این حمام که در سالهای اخیر به گنجینه تبدیل شده‌است، برای همگان آزاد می‌باشد.